# Boris Akunin
Boris Akunin (în rusă Борис Акунин), născut cu numele de Grigori Șalvovici Cihartișvili (în rusă Григорий Шалвович Чхартишвили, în georgiană გრიგორი ჩხარტიშვილი; n. 20 mai 1956, Zestaponi⁠(d), Republica Sovietică Socialistă Gruzină, URSS), este un scriitor, istoric literar și traducător rus care locuiește la Londra. Este cunoscut mai ales pentru numeroasele sale romane polițiste istorice și de aventuri, dar a scris și scenarii după romane ale sale, precum și articole de istorie literară și eseuri. De asemenea, a tradus din alte literaturi, mai ales din cea japoneză.

## Viața și cariera
Tatăl viitorului scriitor era georgian, ofițer de artilerie luptător în al Doilea Război Mondial, iar mama evreică, profesoară de limba și literatura rusă.
Primii doi ani ai copilăriei i-a petrecut în Georgia, iar în 1958, familila s-a mutat la Moscova. În 1979 a absolvit departamentul de istorie-filologie al Institutului Țărilor Asiei și Africii din cadrul Universității de Stat din Moscova, cu diplomă de istorie și japonologie.
Și-a început cariera în 1979, la editura Russkii iazîk, apoi, în 1986, a trecut la revista Inostrannaia literatura. A fost redactor șef adjunct al acesteia între anii 1994 și 2000. În 1998 a devenit președintele administrației megaproiectului Biblioteca Pușkin, inițiat de Fundația pentru o Societate Deschisă creată de George Soros.
Încă din 1980 a publicat articole de istorie literară și a făcut traduceri din literatura japoneză și din cea de limba engleză. În 2001 a devenit redactor al unei serii de cărți din literaturi occidentale, cu titlul Lekarstvo ot skuki (Leac împotriva plictiselii), editată de editura Inostranka, precum și redactor șef al unei antologii a literaturii japoneze în 20 de volume.
A debutat în literatură în 1998, după ce a tradus pentru editura Zaharov o biografie a reginei Elisabeta a II-a, și a propus aceleiași edituri romanul polițist istoric Azazel, cu detectivul Erast Fandorin ca personaj principal. Editura a încheiat contract cu scriitorul pentru 12 romane cu același personaj principal. Primele patru romane nu au avut succes. Acesta a venit la al cincilea, și a fost masiv, după care și primele au atins aceleași cote de popularitate. Scriitorul a folosit pentru această serie de romane pseudonimul Boris Akunin. Numele, deși are rezonanță rusească, este cuvântul japonez 悪人 (akunin) care poate fi tradus prin „mare om rău” sau „om care își creează propriile reguli”. A continuat să-și folosească numele la naștere pentru scrierile de non-ficțiune legate de literatură.
Din anul 2000, Boris Akunin a renunțat la postul de la Inostrannaia literatura și s-a consacrat scrisului, rămânând totuși consultant al editurii revistei. În același an a început să scrie și piese de teatru, prima fiind Ceaika (Pescărușul), o reinterpretare a piesei cu același titlu a lui Anton Pavlovici Cehov. În 2002 a devenit și scenarist pentru filme ecranizate după romane ale sale, începând cu Azazel.
Scriitorul a publicat și sub alte nume/pseudonime cărți de alte genuri decât cele publicate sub primul: Boris Akunin și Grigori Cihartișvili (Akunin-Cihartișvili), Anatoli Brusnikin, Anna Borisova.
Boris Akunin se manifestă ca opozant al regimului politic din Rusia. În 2008 s-a pronunțat împotriva condamnării lui Mihail Hodorkovski, iar în anii 2011 și 2012 a participat la mitinguri și manifestații ale opoziției împotriva falsificării alegerilor. În 2014 s-a pronunțat împotriva anexării Crimeii de către Rusia și în același an, scriitorul s-a stabilit la Londra. În februarie 2022 a condamnat atacarea Ucrainei de către Rusia, iar în luna martie a aceluiași an a participat la crearea proiectului umanitar Rusia adevărată, cu scopul adunării de ajutoare pentru refugiații ucraineni.
Din cauza luărilor sale de poziție, autoritățile din Rusia au început să ia măsuri împotriva scriitorului. Ziarul The Moscow Times din 18 decembrie 2023 anunță că Rosfinmonitoring (Serviciul Federal de Supraveghere Financiară⁠(d)) l-a înscris în registrul „extremiștilor și teroriștilor”, iar Comitetul de Investigații al Federației Ruse⁠(d) și-a exprimat intenția de a deschide o urmărire penală împotriva lui, pentru „justificarea terorismului” și „difuzarea de știri false despre armata rusă”. În același timp, editura AST oprește tipărirea și difuzarea operelor sale, iar mari librării suspendă vânzarea acestora.
La 14 iulie 2025, un tribunal militar din Moscova l-a condamnat în contumacie pe Boris Akunin la 14 ani închisoare și o amendă de 400.000 de ruble cu acuzațiile de „colaborare în activități teroriste”, „aprobarea terorismului” și nerespectarea legii privind „agenții străini”. De asemenea, i s-a interzis administrarea de site-uri web timp de patru ani după executarea pedepsei.

### Viața particulară
Boris Akunin este căsătorit a doua oară. Prima lui soție era japoneză. A doua este rusoaică, corectoare și traducătoare. Nu are copii.

## Opere
Scriitorul își concepe munca drept realizarea unor proiecte ale căror rezultate sunt serii de opere. Numai o minoritate de opere sunt în afara acestora.

### Semnate „Boris Akunin”
Sub pseudonimul Boris Akunin, autorul a publicat mai multe serii de opere.
Seria Приключения Ераста Фандорина (Aventurile lui Erast Fandorin) cuprinde romane, nuvele și o piesă polițiste, în care acesta este secondat de Masa, valetul și prietenul său japonez. Acțiunea lor cuprinde evenimente legate de istoria Rusiei între 1876 și 1918.
Romane:
- 1998 – Азазель (Azazel[22]);
- 1998 – Турецкий гамбит (Gambit turcesc);
- 1998 – Левиафан (Leviatan);
- 1998 – Смерть Ахиллеса (Moartea lui Ahile);
- 1999 – Статский советник (Consilierul de stat[23]);
- 2000 – Коронация, или Последний из романов (Încoronarea, sau Ultimul dintre Romanovi);
- 2001 – Любовница смерти (Iubita morții);
- 2001 – Любовник смерти (Iubitul morții);
- 2003 – Алмазная колесница (Carul de diamant);
- 2009 – Весь мир театр (Lumea întreagă este o scenă);
- 2012 – Чёрный город (Orașul negru);
- 2018 – Не прощаюсь (Nu-mi iau rămas bun).

Nuvele:
- 1999 – suita Особые поручения (Misiuni speciale):
  - Пиковый валет (Valetul de pică);
  - Декоратор (Decoratorul);
- 2006 – Нефритовые чётки (Mătăniile de jad) – zece nuvele, fiecare dedicată unui autor celebru de romane polițiste, și scrisă în maniera acestuia.
- 2015 – Планета Вода (Planeta Apa) – trei nuvele.

Piesa Инь и Ян (Yin și Yang), 2006, îl are de asemenea în centru pe Erast Fandorin.
Seria se termină cu două romane cu acțiunea după moartea lui Erast Fandorin. Personajul lor principal este Masa:
- 2020 – Просто Маса (Simplu Masa);
- 2023 – Яма (Yama).

Seria Проключения магистра (Aventurile maestrului) cuprinde patru romane de aventuri ale istoricului Nicholas Fandorin, cetățean britanic, nepotul lui Erast Fandorin, în anii 1990 și 2000. Primele trei se petrec în Rusia, iar al patrulea în Marea Caraibilor:
- 2001 – Алтын-толобас (Altîn Tolobas);
- 2003 – Внеклассное чтение (Lectură extrașcolară), în două volume;
- 2006 – Ф. М. (F. M.);
- 2009 – Сокол и Ласточка (Șoimul și Rândunica).

Seria Провинціальный детективъ (Romane polițiste provinciale), o trilogie, are în centru o călugăriță dintr-un orășel de provincie de la sfârșitul secolului al XIX-lea, care rezolvă enigme polițiste:
- 2000 – Пелагия и белый бульдог (Pelaghia și buldogul alb);
- 2001 – Пелагия и чёрный монах (Pelaghia și călugărul negru);
- 2003 – Пелагия и красный петух (Pelaghia și cocoșul roșu).

Seria Жанры (Genuri) cuprinde opere scrise în genul indicat de titlul lor:
- 2005 – Детская книга (Carte pentru copii)[28];
- 2005 – Шпионский роман (Roman de spionaj)[29];
- 2005 – Фантастика (Roman științifico-fantastic)[30];
- 2008 – Квест (Joc de aventură)[31];
- 2012 – Детская книга для девочек (Carte pentru fetițe), în colaborare cu Gloria Mu[32];
- 2021 – Сказки народов мира (Basme ale popoarelor lumii)[33].

Смерть на брудершафт (La pertu cu moartea) este o serie de romane experimentale numite „cinematografice”. Fiecare „film” este scris în alt gen: comedie, melodramă, preapocaliptic, apocaliptic etc. Subiectul lor general este confruntarea dintre serviciile de spionaj rus și german în timpul Primului Război Mondial, iar personajele lor principale sunt câte un agent din cele două tabere. Cuprinde:
- 2007 – Младенец и чёрт (Pruncul și diavolul);
- 2007 – Мука разбитого сердца (Chinul inimii zdrobite);
- 2008 – Летающий слон (Elefantul zburător);
- 2008 – Дети Луны (Copiii Lunii);
- 2009 – Странный человек (Un om ciudat);
- 2009 – Гром победы, раздавайся! (Răsună, tunet al victoriei!);
- 2010 – «Мария», Мария... („Maria”, Maria...);
- 2010 – Ничего святого (Nimic sfânt);
- 2011 – Операция «Транзит» (Operația tranzit);
- 2011 – Батальон ангелов (Batalionul îngerilor).

Seria История Российского государства (Istoria statului rus) se compune din nouă volume de non-ficțiune care acoperă perioada de la începuturile statului (secolul al IX-lea) până în 1917. Este însoțită de seria История Российского государства в повестях и романах (Istoria statului rus în povestiri și romane), a căror acțiune se desfășoară în epoci la care se referă volumele din prima serie. Unele personaje sau descendenții lor apar în opere succesive.:
- 2013 – От истоков до монгольского нашествия. Часть Европы (De la începuturi la cucerirea mongolă. Parte a Europei) – perioada până la începutul secolului al XIII-lea;
  - 2014 – Огненный перст (Degetul de aur) – aventurile unui spion bizantin în țările slave de est, în anul 856;
  - 2014 – Плевок дьявола (Scuipatul diavolului) – intrigile de la curtea lui Iaroslav cel Înțelept, în 1050;
  - 2014 – Князь Клюква (Cneazul Afină) – despre tânărul domnitor al unui cnezat situat aproape de Stepele sălbatice⁠(d), în 1205;
- 2014 – Ордынский период. Часть Азии (Perioada Hoardei. Parte a Asiei) – istoria rușilor sub stăpânirea mongolă (începutul secolului al XIII-lea – mijlocul secolului al XV-lea);
  - 2014 – Звездуха – roman tragic despre invazia mongolă din 1237, povestită din punctul de vedere rusesc și din cel mongol;
  - 2014 – Бох и Шельма – roman picaresc comic despre aventurile unui escroc inteligent în Rusia și în țări vecine, înaintea bătăliei de la Kulikovo din 1380;
- 2015 – От Ивана III до Бориса Годунова. Между Азией и Европой (De la Ivan al III-lea la Boris Godunov. Între Asia și Europa) – perioada de la mijlocul secolului al XV-lea la începutul secolului al XVII-lea;
  - 2016 – Вдовий плат (Pătura văduvei) – jocurile politice dintre Ivan al III-lea și Nastasia, femeia puternică a Republicii Novgorodului;
  - 2016 – Знак Каина (Semnul lui Cain) – o zi din viața lui Ivan cel Groaznic;
- 2016 – Семнадцатый век. Между Европой и Азией (Secolul al XVII-lea. Între Europa și Asia) – Timpurile tulburi și perioada primilor Romanovi;
  - 2017 – Седмица Трёхглазого (O săptămână a lui Trei-Ochi) – viața și ascensiunea unui om simplu până funcția de șef al poliției Moscovei, în secolul al XVII-lea;
  - 2017 – Убить змеёныша (Uciderea puiului de șarpe) – piesă despre îndepărtarea de la putere a Sofiei Alexeevna de către Petru I, viitorul Petru cel Mare;
- 2017 – Азиатская европеизация. Царь Пётр Алексеевич (Europenizarea asiatică. Țarul Piotr Alexeevici) – domnia lui Petru cel Mare, întemeierea imperiului;
  - 2018 – Ореховый Будда (Buddha din coajă de nucă) – aventurile unui călugăr japonez și ale unei fete rusoaice orfane în Rusia lui Petru cel Mare;
- 2018 – Эпоха цариц. Евразийская империя (Epoca țarinelor. Imperiul eurasiatic) – Rusia după Petru cel Mare, incluzând domnia Ecaterinei a II-a;
  - 2019 – Доброключения и рассуждения Луция Катина (Bunele întreprinderi și argumente ale lui Lucius Katin) – călătoriile între Rusia și Europa Occidentală ale unui tânăr rus orientat spre reforme în spiritul iluminismului secolului al XVIII-lea;
- 2019 – Первая сверхдержава (Prima superputere) – Rusia în timpul lui Alexandru I și Nicolae I (prima jumătatea a secolului al XIX-lea);
  - 2020 – Мiр и Война (Pace și război) – anchete criminalistice pe o moșie bogată din Rusia, înaintea și în timpul războiului împotriva lui Napoleon I;
- 2021 – Лекарство для империи. Царь-освободитель и царь-миротворец (Leac pentru imperiu. Țarul eliberator și țarul făcător de pace) – perioada țarilor Alexandru al II-lea și Alexandru al III-lea (a doua jumătate a secolului al XIX-lea);
  - 2021 – Дорога в Китеж (Calea spre Kitej)[37] – faptele și discuțiile a trei, apoi patru oameni luminați în legătură cu viitorul Rusiei, în a doua jumătate a secolului al XIX-lea;
- 2021 – После тяжелой продолжительной болезни. Время Николая II (După o boală gravă prelungită. Vremea lui Nicolae al II-lea) – perioada finală a imperiului;
  - 2022 – Он уходя спросил (Plecând, a întrebat) – evenimente de la începutul secolului al XX-lea, la care iau parte o femeie detectiv particular, un consilier de stat și un ofițer de poliție de rang înalt, precum și persoane reale din epocă.

În 2023 a mai apărut o piesă legată de a doua jumătate a secolului al XIX-lea, 1881, despre evenimentele din jurul morții lui Alexandru al II-lea și încoronarea lui Alexandru al III-lea
Seria Любовь к истории (Dragostea pentru istorie) cuprinde cinci cărți, fiecare conținând câte o colecție de miniaturi istorice apărute mai întâi pe blogul autorului:
- 2011 – Любовь к истории (Dragostea pentru istorie);
- 2012 – Самая таинственная тайна и другие сюжеты (Secretul cel mai secret și alte întâmplări);
- 2013 – Настоящая принцесса и другие сюжеты (Prințesa cea adevărată și alte întâmplări);
- 2014 – Самый страшный злодей и другие сюжеты (Cel mai groaznic răufăcător și alte întâmplări);
- 2015 – Северный часовой и другие сюжеты (Străjerul din nord și alte întâmplări).

Opere care nu fac parte din serii:
- 1999 – Старое Донское кладбище (Cimitirul Donskoe vechi)[40];
- 2000 – Чайка (Pescărușul) – comedie[41];
- 2000 – Сказки для Идиотов (Basme pentru Idioți)[42];
- 2002 – Комедия / Трагедия (Comedie / Tragedie) – comedia Зеркало Сен-Жермена (Oglinda lui Saint Germain) și tragedia Гамлет. Версия (Hamlet. Versiune)[43];
- 2006 – Сценарии (Scenarii) – scenariile origininale a trei filme după romane ale autorului[44];
- 2022 – Русский в Англии. Самоучитель по беллетристике (Un rus în Anglia. Manual pentru scris bestsellere)[45].

### Semnate „Grigori Cihartișvili”
Sub numele de la naștere, scriitorul a publicat mai multe scrieri eseistice în domeniul literaturii, dintre care cea mai importantă este cartea Писатель и самоубийство (Scriitorul și sinuciderea), apărută în 1999, dar devenit cunoscut numai după succesul romanelor cu Erast Fandorin.

### Semnate „Boris Akunin și Grigori Cihartișvili”
Cărțile semnate astfel apar ca și cum ar fi fost scrise de doi coautori.
Кладбищенские истории (Povestiri din cimitire) (2004) este un volum de eseuri literare însoțite de câte o povestire macabră.
Семейный альбом (Album de familie) este o serie de romane care nu sunt polițiste și nici de aventuri, cuprinzând elemente filozofice. Urmăresc istoria membrilor unei familii pe o perioadă începând cu anul 1917:
- 2012 – Аристономия (Aristonomia)[48];
- 2015 – Другой путь (Cealaltă cale)[49];
- 2017 – Счастливая Россия (Rusia fericită)[50];
- 2019 – Трезориум (Tezaurul)[51].
- 2022 – Медвежатница[52][53];
- 2023 – Собачья смерть (Moarte de câine)[54].

### Semnate „Anatoli Brusnikin”
Cărțile de mai jos sunt romane istorice apărute numai sub acest pseudonim la prima ediție, la următoarele fiind semnate și Boris Akunin:
- 2007 – Девятный Спас (Al nouălea Mântuitor) – roman de aventuri care se petrece în timpul Sofiei Alexeevna și a lui Petru I[55];
- 2010 – Герой иного времени (Un erou al altor timpuri) – roman al cărui titlu face aluzie la cel al lui Mihail Lermontov, Un erou al timpului nostru, și care se petrece în aceeași epocă și aceeași regiune, Caucazul[56];
- 2012 – Беллона (Bellona) – două romane care se petrec în timpul Războiului Crimeii și au câteva personaje comune: Фрегат "Беллона" (Fregata Bellona), mai ușor și romantic, și Чёрная (Cea neagră), grav și impresionant[57].

### Semnate „Anna Borisova”
Numai sub acest pseudonim la prima ediție, autorul a publicat trei romane, care la următoarele ediții au apărut și sub semnătura Boris Akunin:
- 2008 – Там (Acolo) – Victimele unui atentat terorist se găsesc în situații foarte diverse, conforme credințelor pe care le-au avut despre ceea ce se întâmplă după moarte[58].
- 2009 – Креативщик (Creativul) – Un om straniu se plimbă prin Sankt Petersburg. Fiecare om cu care se întâlnește este pentru el o carte deschisă[59].
- 2011 – Vremena goda[60] (Anotimpurile) – Istoria unei femei deosebite, care a trăit peste o sută de ani, devenind cine voise să fie[61].

## Ecranizări
Boris Akunin a scris, singur sau în colaborare, și scenarii pentru ecranizarea a trei romane ale sale:
- 2002 – Азазель (Azazel) – miniserial de televiziune[62];
- 2005 – Турецкий гамбит (Gambit turcesc) – film de cinema (împreună cu Djanik Faiziev)[63];
- 2005 – Статский советник (Consilierul de stat) – film de cinema și miniserial de televiziune (împreună cu Ilia Epișcev)[64];
- 2006 – Турецкий гамбит (Gambit turcesc) – miniserial (împreună cu Djanik Faiziev)[65].

Fără colaborarea directă a scriitorului s-au realizat:
- 2009 – Пелагия и белый бульдог (Pelaghia și buldogul alb) – miniserial[66];
- 2012 – Шпион (Spionul) – film de cinema după romanul Шпионский роман (Roman de spionaj)[67];
- 2021 – Lewiatan – piesă de teatru pentru televiziune (Polonia)[68];
- 2023 – Фандорин. Азазель (Fandorin. Azazel) – serial[69].

## Recepția operei
Boris Akunin se bucură de popularitate datorită numeroaselor sale bestselleruri care câștigă un public larg prin caracterul lor de romane polițiste și de aventuri, în majoritatea cărora creează și atmosfera unor epoci trecute. În anii 2000, unii critici îl considerau cel mai bun scriitor rus de romane polițiste. De exemplu, pentru criticul Nikolai Aleksandrov, seria Erast Fandorin, pe lângă măiestria construirii intrigii, reprezintă o noutate în literatura rusă de gen prin materialul istoric, prin stilul detașat și ironic, la limita parodiei, și prin marea accesibilitate a romanelor autorului, în ciuda trăsăturilor lor intelectuale. Toate acestea fac ca aceste romane să fie apreciate și de un public cult.
Akunin primește și critici negative. De pildă, în 2003, scriitorul Pavel Basinski considera că Akunin este un scriitor talentat, dar că romanele sale sunt total ideologice, reflectându-se în ele că autorul este sută la sută occidentalist, globalist și liberal de dreapta. În 2014, istoricul Igor Danilevski spunea despre primul volum din seria Istoria statului Rusia, că acesta conține ceea ce știe autorul despre subiect, în loc să prezinte publicului larg ceea ce se cunoaște în știință despre acesta, cum face o adevărată operă de popularizare a științei. În opinia lui, cartea lui Akunin reflectă viziunea personală a unui diletant care se adresează celor care nu cunosc bine istoria, și citind-o, aceștia o vor cunoaște și mai prost.
După un studiu din 2010 al marii librării Moskva, având în vedere vânzările de cărți din anii 2000, Akunin a fost cel mai popular scriitor rus în acea perioadă. Conform statisticilor oficiale, în anul 2006 au apărut 68 de cărți ale sale (prime ediții și reeditări), tirajele lor însumând 2.695.500 de exemplare, iar în 2007 – 58 de titluri în 1.488.500 de exemplare.
În 2011, Revista Forbes (Rusia) îl includea pe Akunin printre cei zece artiști ruși cei mai cunoscuți în străinătate, el fiind singurul scriitor în acel grup. Mai multe sau mai puține opere ale sale sunt traduse în peste 30 de limbi: engleză, maghiară, italiană, spaniolă, germană, norvegiană, poloneză, turcă, ucraineană, finlandeză, franceză, suedeză, japoneză etc.. În română au apărut patru romane din seria Erast Fandorin.

### Distincții
- 1990 – Premiul revistei Literaturnoe obozrenie, pentru pentru critică literară și eseistică[13];
- 1996 – Premiul revistei Znamia, pentru pentru critică literară și eseistică[13];
- 2000 – Premiul Antibuker⁠(d) (Rusia), pentru Коронация, или Последний из романов (Încoronarea sau Ultimul dintre Romanovi)[13];

– laureatul concursului „Scriitorul anului” organizat de ziarul Komsomolskaia pravda⁠(d);
- 2002 – Premiul TEFI al Academiei Televiziunii Ruse acordat celui mai bun scenarist, pentru scenariul serialului Azazel[10];

– Premiul Mystère de la critique⁠(d), pentru romanul Azazel (Franța);
- 2004 – Ordinul Palmelor Academice în grad de cavaler (Franța)[10];
- 2005 – Diploma de onoare a Ministerului Afacerilor Externe al Japoniei[77];
- 2007 – Premiul Noma (Japonia), pentru cea mai bună traducere a operelor lui Yukio Mishima[10];
- 2009 – Ordinul Soarelui Răsare clasa a IV-a (Japonia)[10];

– Premiul Fondului Japonez pentru contribuția la dezvoltarea relațiilor culturale dintre Rusia și Japonia;
- 2012 – Ordinul Artelor și Literelor⁠(d) în grad de ofițer (Franța)[78];

– Premiul „Produs în Rusia” pentru literatură al revistei Snob (Rusia);
– Premiul „Scriitorul anului” al revistei QG (Rusia).